# Lars Friman
Lars Bertil Gunnar Friman, född 6 mars 1946, är en svensk jurist som var lagman i Karlskoga tingsrätt från 1995 till 2009 för att därefter verka i Uddevalla tingsrätt.
Efter att ha avlagt juris kandidatexamen blev Friman fiskal i Hovrätten för Västra Sverige 1976. Han utsågs till rådman i Eskilstuna tingsrätt 17 november 1988. Den 12 januari 1995 utsågs Friman till lagman i Karlskoga tingsrätt.